# Derek Acorah
Derek Acorah är ett artistnamn som innehades av Derek Johnson, född 27 januari 1950 i Bootle i Merseyside, död 4 januari 2020 i Scarisbrick i Lancashire, var ett brittiskt spiritistiskt medium som i Sverige synts i tv-serien Hemsökta hus.

## Kritik
Kritiker hävdar att mycket av det han gjort i tv är bluff.

## Böcker
- The Psychic World of Derek Acorah: Discover How to Develop Your Hidden Powers - Derek Acorah with John G. Sutton, Paitkus Books, 2003
- The Psychic Adventures of Derek Acorah: Star of TV's "Most Haunted", Element Books 2004
- Ghost Hunting with Derek Acorah - Derek Acorah, Element Books, 2005
- Most Haunted: The Official Behind-the-Scenes Guide - Yvette Fielding, Derek Acorah, 2005
- Haunted Britain - Derek Acorah, Harper Element, 2006
- Haunted Britain and Ireland - by Derek Acorah
- Ghost Towns - Derek Acorah, Harper Element, 2006
- Derek Acorah's Amazing Psychic Stories - by Derek Acorah
- Most Haunted - The Truth - Derek Acorah (trycks inom kort)